# Testfestés

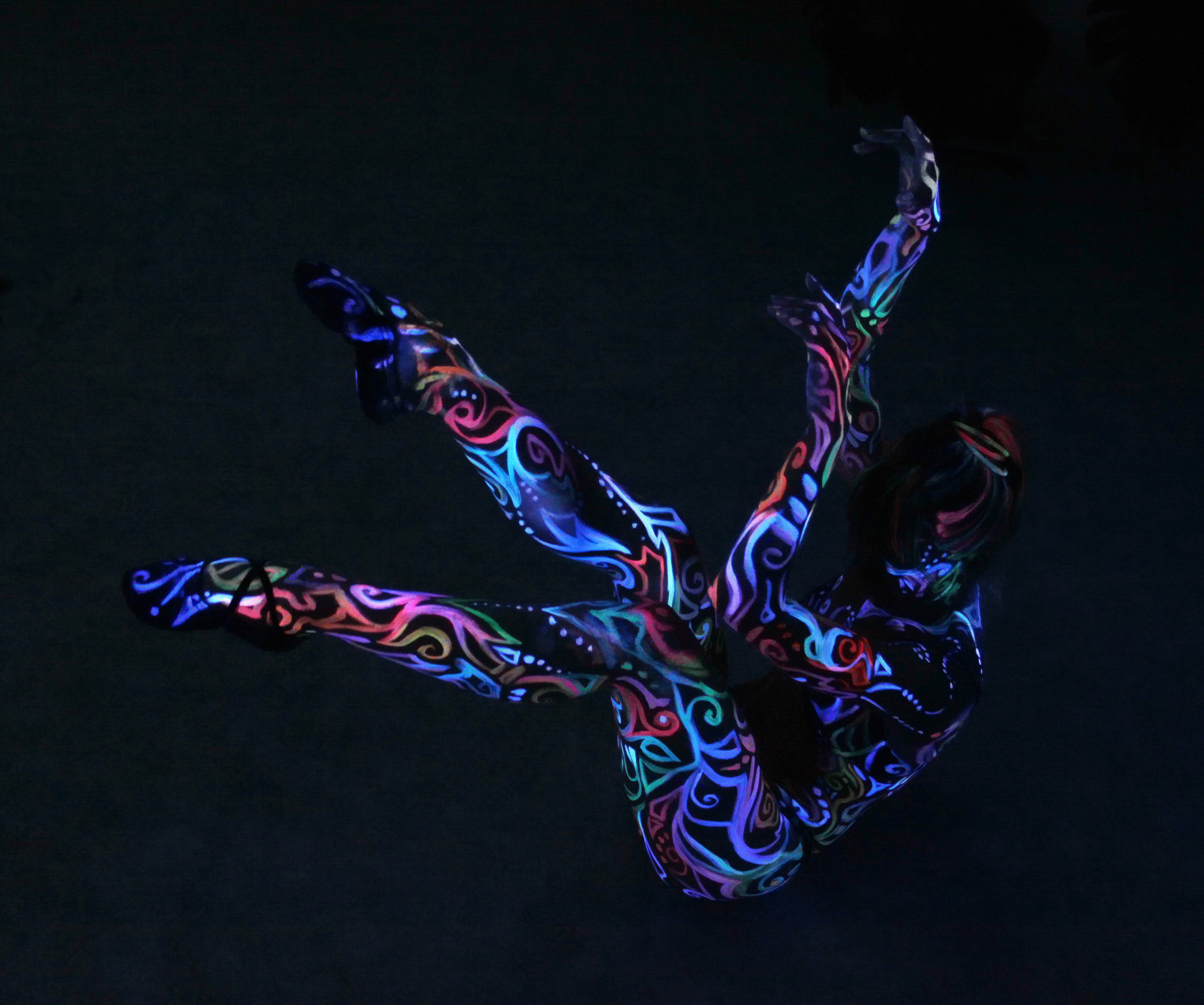

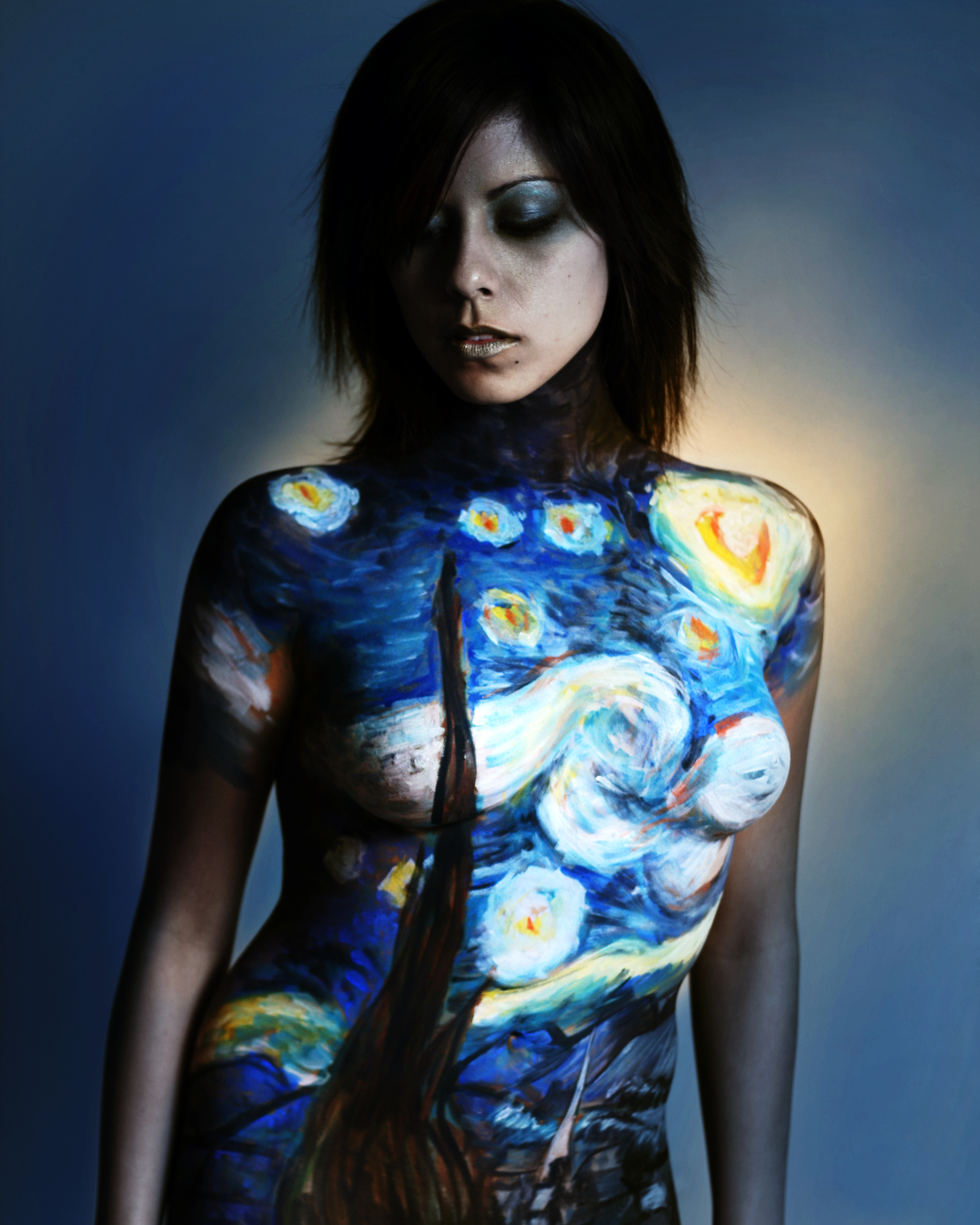
Vincent van Gogh: Starry Night

A testfestés a festés egy olyan formája, mely során különböző típusú festékkel az emberi bőrre készül vizuális alkotás. A „testfestés” szó két jelentése:
- nagy méretű, az egész testet befedő festés
- gyűjtőfogalom, melybe beletartoznak a kisebb méretű, különféle technikával készített, könnyen eltávolítható testfestések, mint például a hennafestés, arcfestés vagy a csillámos testfestés.

Az arcra készített testfestés neve arcfestés. A kisebb méretű, bőrre készített testfestést ideiglenes tetoválásnak is szokták nevezni.

## Hagyományos testfestés
A különféle természetes anyaggal végzett testfestés szinte az összes ősi törzsi kultúrában jelen volt valamilyen formában. Dél-Amerikában, Afrika egyes részein, a Csendes-óceán szigetein, Ausztráliában és Új-Zélandon a mai napig elterjedt varázslási eszköz a bennszülöttek közt. A mehndi néven is ismert hennafestés a testfestés egy fél-tartós formája – néha henna tetoválásnak is nevezik. Az ezzel készült hagyományos test-dekorációk ma is széles körben alkalmazott testfestési formák az indiai és a közel-keleti kultúrákban, ahol elsősorban menyasszonyok számára készítenek hennafestést. Ünnepek alkalmával is előfordul, hogy ily módon díszítik magukat vagy egymást, leginkább a nők. Az 1990-es évektől a hennával végzett testfestés a nyugati világ fiataljai közt is egyre népszerűbb lett.
A világ minden táján láthatjuk a testfestés arcra korlátozott formáit a színészek és a bohócok testén. Leginkább azonban "szelídebb" formái terjedtek el: a mindennapi vagy ünnepi alkalmakra készített sminkek.

## Modern testfestés

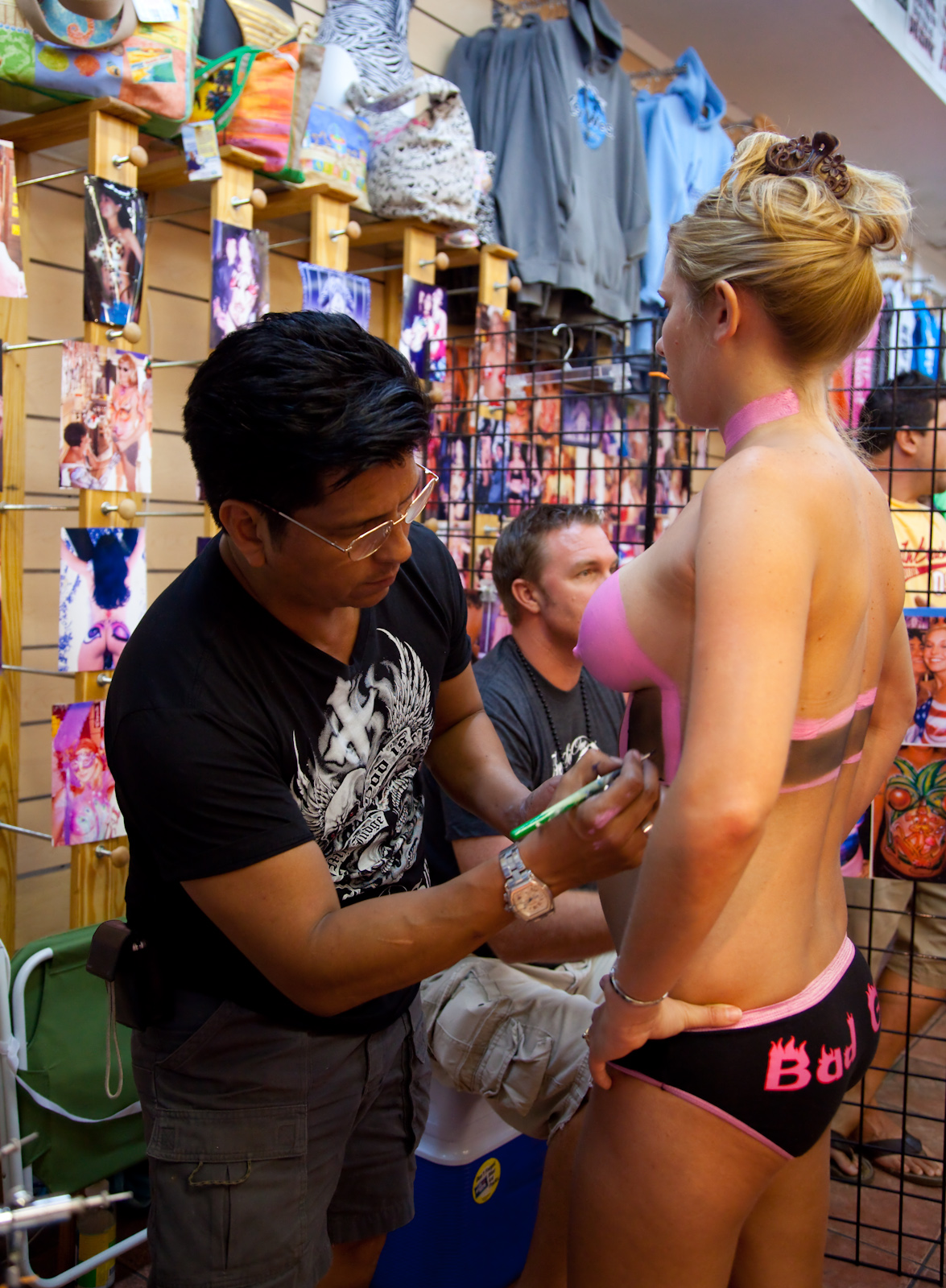
FantasyFest

A 60-as években a testfestés újra népszerű lett. Ez többek közt a társadalmakban lezajlott liberalizációnak köszönhető. Ma a testfestés művészeti ágként való elfogadása megkérdőjelezett. Az 1933-as Világkiállításhoz köthetjük a testfestés feléledését, ahol Max Factort és modelljét testfestés közben letartóztatták.
Az 50-es 60-as évek absztrakt expresszionista mozgalmai során kialakult egy olyan képzőművészeti irányzat, melyben a meztelen testtel festettek vászonra oly módon, hogy először a modellt testét borították be festékkel, majd miközben a test érintkezett a vászonnal, nyomot hagyott azon. Így jött létre a műalkotás. Az egyik leghíresebb ilyen képzőművész Yves Klein francia művész volt, aki számos Antropometriát (női aktok pecsétszerű lenyomatait) készített.
Joanne Gair egy testfestő művész, akinek munkái a Sports Illustrated Swimsuit Issue magazinban is megjelentek. Igazi hírnévre 1992-ben tett szert a Vanity Fair magazin számára Demi Moore-ra készült alkotásával.
A „testfestés” szó alatt érthetjük a meztelen, vagy félmeztelen testre történő festést, illetve a kisebb felületek (egy-egy testrész) dekorálást is. Szakterületei: arcfestés, hennafestés, csillámos testfestés, make-up, air-brush festés, testfestés szivaccsal és ecsettel.

## Testfestő fesztiválok

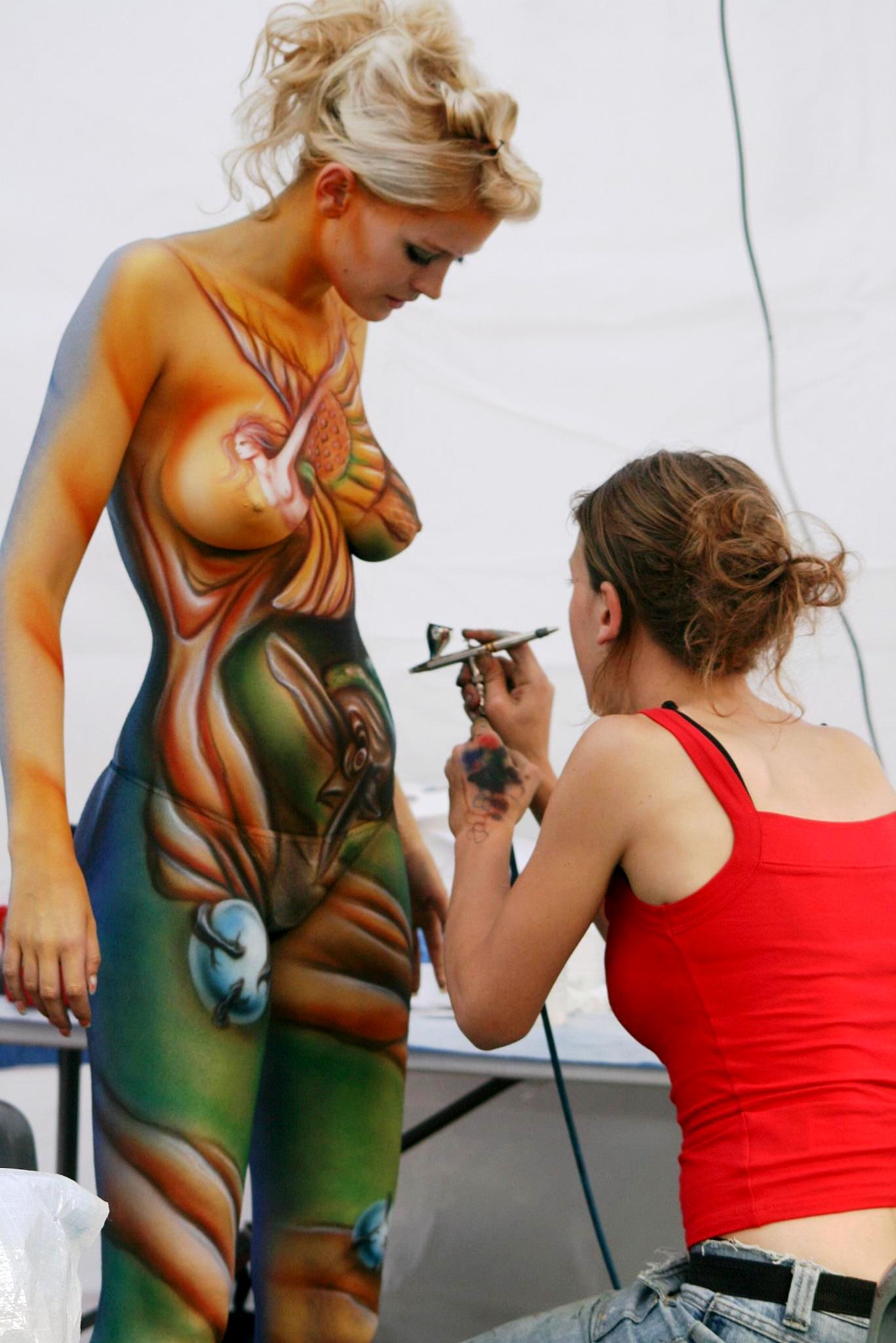
Ázsiai testfestő világfesztivál

Világszerte évente több testfestő fesztivált szerveznek, ahol a professzionális és amatőr testfestők találkozhatnak. Az ausztriai testfestő világfesztivál több ezer látogatóval és résztvevővel a világ egyik legnagyobb testfestő rendezvénye.
Híres szakmai rendezvények még a következő amerikai események is: North American Body Painting Championship, Face and Body Art International Convention Orlandoban, és a Face-painting and Body Art Convention Las Vegasban.

## Testfestés a képzőművészet vonatkozásában
Az 1990-es évektől, ahogy a testfestés egyre népszerűbb lett, több művész kezdett ezzel a önkifejezési móddal foglalkozni. 2006-tól az USA-beli sacramentói galériák több támogatót szereztek azáltal, hogy a testfestést performanszként kezdték alkalmazni, és ily módon hirdették tevékenységüket.
2006-ban megnyílt az első galéria New Orleans-ban, ami a művészi testfestésnek szenteli létét. A galériát Craig Tracy művész nyitotta meg. Danny Setiawan 2009-től egy talk show által lett igazán népszerű a testre festett Salvador Dalí, Vincent van Gogh, és Gustav Klimt reprodukciói által.

## Testfestés a kereskedelemben
A televíziós hirdetésekben, rendezvények és a nyomtatott sajtóban is találkozhatunk a testfestés különböző ágaival, ahol a modellek a kampánynak megfelelő dekorációt kapnak. A dekoráció kiegészítő elemei lehetnek: színes kontaktlencse, ál-testrészek, műhaj, műköröm, stb.
A 2005-ös Playmates at Play at the Playboy Mansion naptárban Karen McDougal és Hiromi Oshima Playmatek festett bikiniben jelentek meg. 2005 októberében a Playboy magazin kihajtható címlapján szereplő két modell (Sara Jean Underwood és Victoria Thornton) csak testfestést viselt. A 2008-as februári Playboy címlapján Tiffany Fallon Csodanőként szintén csak testfestést viselt.
A testfestés sikertörténete során megjelent az Illusion Magazin is, mely nyilvánosságot biztosít a testfestés különböző technikái számára, illetve hírt az a nagy testfestő művészekről, testfestő fesztiválokról, és a szakmában zajló eseményekről, újításokról.

## Arcfestés

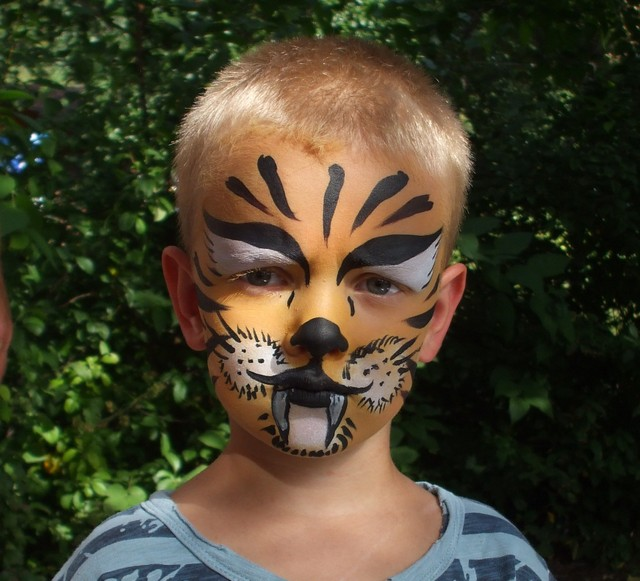
Tigris arcfestés

Az arcfestés ősi idők óta alkalmazott varázslási módszer, melyet a vadászati és harci sikerek érdekében használtak az őskorban is. A törzsi kultúrákban még mindig népszerű ez a fajta varázslás. A nyugati társadalmakban a 60-as években terjedt el, amikor a hippi mozgalmak fiatal női követői előszeretettel festettek virágokat, és háború-ellenes szimbólumokat az arcukra.
Vannak speciális vizes alapú kozmetikai festékek, melyek bevizsgált és bőrre engedélyezett alapanyagokból készülnek. A tempera, filctoll, grafit ceruza, akril, vagy vízfestékek nem használhatók bőrön. Azok a festékek, melyek nem kifejezetten bőrre való felhasználás céljából készültek, viszketéssel, kiütéssel vagy súlyosabb tünettel járó allergiás reakciót okozhatnak.
A gyerekek többsége számára nagyon élvezetes más ember, kitalált figura vagy állat bőrébe bújni az által, hogy arcfestést viselnek.

## Hennafestés

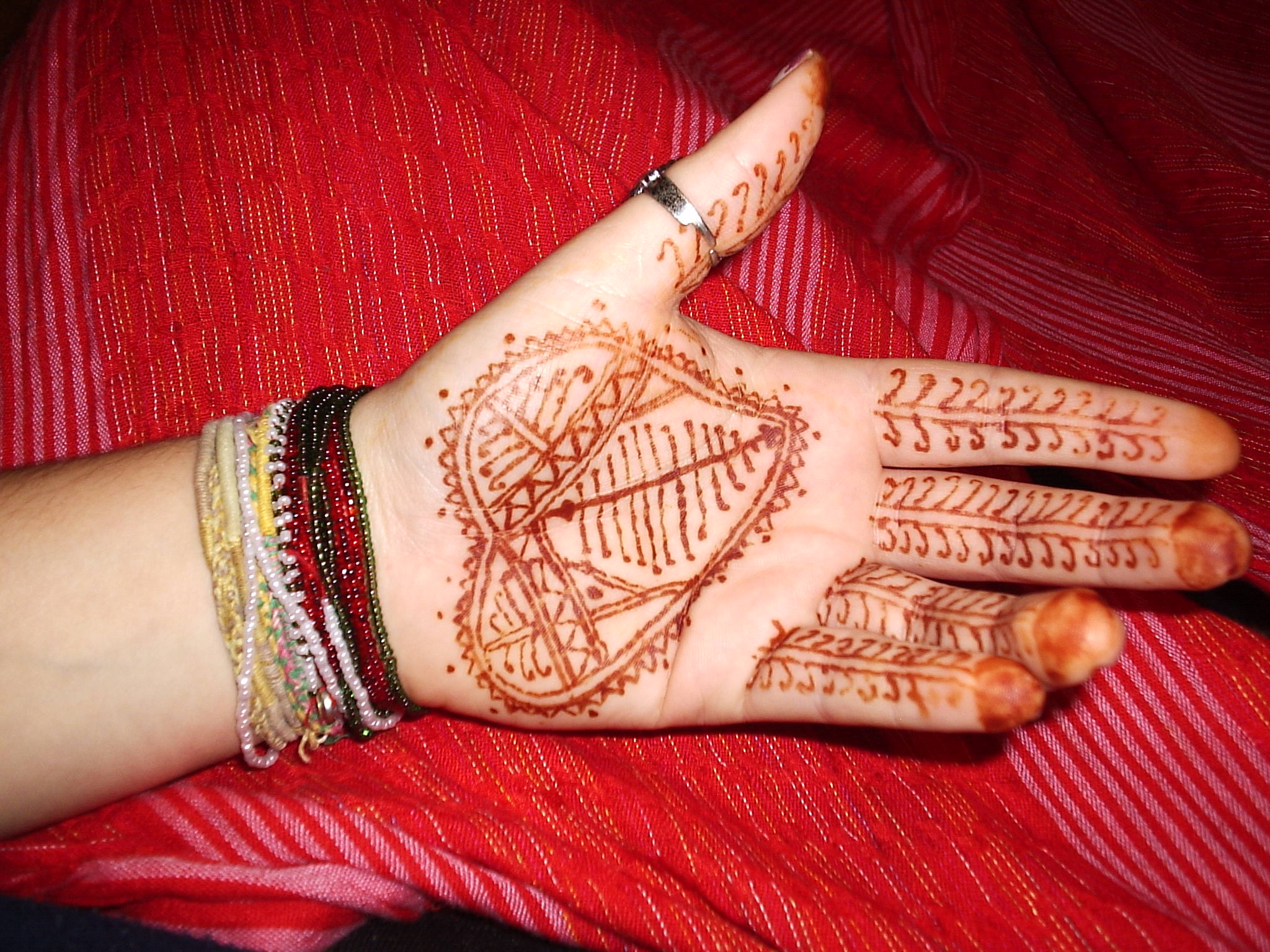
Hennafestés

A henna által történő dekorálás során teljesen természetes eredetű összetevőket használnak a bőr színezéséhez. A henna növény őrölt leveleiből készül a hennapor, mely bizonyos anyagokkal elkeverve megfesti a fehérje tartalmú anyagokat (bőr, szőr, köröm...). A minta színe sárga, vörös vagy barna lesz. A fekete hennaként forgalomba került termék nem tartalmaz hennaport, viszont bőrre káros anyagot igen, mely súlyos allergiás reakciót válthat ki, így használata Magyarországon nem engedélyezett. A hennafestés 1-3 hétig marad a bőrön, magától kopik le, eltávolítani előbb nem lehet.

## Csillámos testfestés, vagy csillámos tetoválás
Ideiglenes, kb. 1 hétig bőrön maradó testfestési forma, mely során a lemosott bőrre először egy vékony réteg extra bőrbarát ragasztó kerül, erre pedig leginkább csillámpor, de selyempor, strasszkő, illetve egyéb díszek is rögzíthetők. Gyengébb minőségű csillám- és selyemporok alapanyaga és pigmentjei allergiát válthatnak ki. A csillámos testfestést vízálló, olajos alapú bőrbarát szerrel lehet eltávolítani (pl. tiszta levendulaolajjal). Tartósságát befolyásolja az, hogy mely testrészre készült a festés, mennyire dörzsölődik, mely évszakban viselhető, és hogy érintkezik-e olajos alapú szerekkel.

## Festékek
A modern, vízbázisú arc- és testfestékek a kozmetikai előírásoknak megfelelő alap- és adalékanyagok felhasználásával készülnek. Nem mérgező, antiallergén festékek ezek, legtöbbjük vízzel egyszerűen eltávolítható. Kézzel, ecsettel, szintetikus vagy természetes szivaccsal és airbrush festékszóróval vihetők fel a bőrre. 
A gyártók széles körben biztosítják a professzionális arc- és testfestékek elérhetőségét: Kryolan, MAC-Pro, Mehron, Snazaroo, Wolfe Face Art & FX, Diamond FX, Cameleon Paint és Superstar.

## Média
Testfestés megmutatkozik a különböző médiákban is.
Peter Greenaway Párnakönyv c. 1996-os filmjében a test a kalligráfiai jelek hordozója.
2009-ben az új-zélandi nemzeti légitársaság, az Air New Zealand létrehozott egy televíziós reklámot, melyben a repülőgép személyzete (beleértve a vezérigazgatót, Rob Fyfe-ot is) festett egyenruhát viselt. Ez része volt a cég nincs rejtegetni valónk-kampányának, melynek célja, hogy tájékoztassa leendő ügyfeleit arról, hogy a feltüntetett viteldíjaik nem tartalmaznak rejtett költséget.
Az 1990-es amerikai Where the Heart Is című filmben több olyan modell is szerepel, akik festett testükkel a háttérbe olvadnak.

## Lásd még
- Hennafestés
- Arcfestés